# جون فوستر (مخرج)
جون فوستر (بالإنجليزية: John Foster)‏ هو فنان ومخرج أمريكي، ولد في 27 نوفمبر 1886، وتوفي في 16 فبراير 1959.

## وصلات خارجية
- جون فوستر على موقع IMDb (الإنجليزية)
- جون فوستر على موقع ألو سيني (الفرنسية)
- جون فوستر على موقع أول موفي (الإنجليزية)
- جون فوستر على موقع قاعدة بيانات الأفلام السويدية (السويدية)
- جون فوستر على موقع قاعدة بيانات الفيلم (الإنجليزية)
- جون فوستر على موقع كينوبويسك (الروسية)